# Robert Zakrzewski (chemik)
Robert Zakrzewski (ur. 1970 w Łodzi) – polski chemik, doktor habilitowany nauk chemicznych, profesor uczelni na Uniwersytecie Łódzkim i jego prorektor w kadencji 2020–2024. Od 2024 dyrektor Centralnej Komisji Egzaminacyjnej.

## Życiorys
W 1994 ukończył studia chemiczne na Wydziale Matematyki, Fizyki i Chemii Uniwersytetu Łódzkiego. Doktoryzował się w 1997 na macierzystej uczelni na podstawie rozprawy zatytułowanej: Jodometryczne oznaczanie 2-merkaptopirydyn i 2-markaptopirymidyn, której promotorem był dr hab. Witold Ciesielski. Stopień naukowy doktora habilitowanego uzyskał w 2010 na UŁ w oparciu o pracę pt. Reakcja jodo-azydkowa w chromatografii cieczowej. Zawodowo związany z Uniwersytetem Łódzkim, na którym objął stanowisko profesora uczelni. W 2011 został kierownikiem Zakładu Dydaktyki Chemii i Popularyzacji Nauki w Katedrze Chemii Środowiska. W latach 2016–2020 pełnił funkcję prodziekana Wydziału Chemii do spraw studenckich i jakości kształcenia. W 2020 został prorektorem UŁ do spraw studentów i jakości kształcenia w kadencji 2020–2024. Specjalizuje się w chemii analitycznej. Od 2024 pełni funkcję dyrektora Centralnej Komisji Egzaminacyjnej.

## Pełnione funkcje
- Od 2024 dyrektor Centralnej Komisji Egzaminacyjnej[7].
- W kadencji 2020–2024 – prorektor UŁ do spraw studentów i jakości kształcenia[2].
- W kadencji 2019–2022 wchodził w skład zarządu Polskiego Towarzystwa Diagnostyki Edukacyjnej[8].
- W kadencji 2016–2020 – prodziekan Wydziału Chemii UŁ ds. studenckich i jakości kształcenia[9].
- W latach 2015–2019 należał do Rady Naukowej Centralnej Komisji Egzaminacyjnej[10].
- Od 1995 należy do Polskiego Towarzystwa Chemicznego. Od 2015 pełni funkcję przewodniczącego Sekcji Dydaktyki Chemii Polskiego Towarzystwa Chemicznego[11].
- Członek zespołów ekspertów Ministerstwa Edukacji Narodowej dotyczących nauczania chemii[12]

## Zainteresowania naukowe
Specjalizuje się w chemii analitycznej. Prowadzi badania naukowe w dziedzinie nauki chemiczne, w dyscyplinie chemia ukierunkowane na opracowanie nowych metod analitycznych wykorzystywanych do oznaczania związków biologicznie czynnych. Zajmuje się badaniem umiejętności złożonych uczniów i studentów w nauczaniu chemii.

## Wybrane publikacje

### Dydaktyka chemii[13]
- Robert Zakrzewski, Anna Wypych-Stasiewicz, Zwiększenie kompetencji studentów Wydziału Chemii Uniwersytetu Łódzkiego w zakresie sprawdzania arkuszy egzaminu maturalnego z chemii, XXII Konferencja Diagnostyki Edukacyjnej – Diagnozowanie umiejętności praktycznych w toku kształcenia i egzaminowania, Łódź 2017.
- Beata Kupis, Robert Zakrzewski, Janusz Kupis, Egzaminator egzaminu maturalnego z chemii, czyli ważne ogniwo systemu egzaminów zewnętrznych, XXII Konferencja Diagnostyki Edukacyjnej – Diagnozowanie umiejętności praktycznych w toku kształcenia i egzaminowania, Łódź 2017.
- Ewa Stronka-Lewkowska, Jarosław Lewkowski, Robert Zakrzewski, „Chiralność – czym ona właściwie jest?” Chemia w Szkole 63(1) (2017) 33.
- Robert Zakrzewski, Monika Skowron, Witold Ciesielski, Żaneta Rembisz, „Spektrophotometric Determination of 6-Propyl-2-thiouracil in Pharmaceutical Formulations Based on Prusiam Blue Complex Formation: An Undergraduate Instrumental Analysis Laboratory Experiment”, Journal of Chemical Education 93 (2016) 182–185.
- Marta Jaksender, Robert Zakrzewski, Anna Wypych-Stasiewicz, Czy uczniowie powinni obawiać się nowego sposobu oceniania prac egzaminacyjnych”, Aktualne problemy dydaktyki przedmiotów przyrodniczych, Wydział Chemii UJ, 2016, 159–164.
- Marta Jaksender, Robert Zakrzewski, Lech Leszczyński, „Czynniki wpływające na wybór uniwersytetu i form promocji – wyniki badań”, Ideał uniwersytetu a potrzeby społeczne, Wydawnictwo UJ, 2016, 129–143.
- Robert Zakrzewski, “Próbna matura z chemii z Operonem i Polskim Towarzystwem Chemicznym” Chemia w Szkole 5 (2013) 8.

### Chemia analityczna[13]
- A. Zygmunt, Z. Adamczewski, K. Wojciechowska-Durczyńska, K. Krawczyk-Rusiecka, E. Bieniek, M. Stasiak, A. Zygmunt, K. Purgat K, R. Zakrzewski, J. Brzeziński, M. Karbownik-Lewińska, A. Lewiński A., Evaluation of effectiveness of iodine prophylaxis in Poland based on over 20-year observations of iodine supply in school-aged children in the central region of the country, Arch. Med. Sci., 15 (2019) 1468–1474
- Krystian Purgat, Kamila Borowczyk, Robert Zakrzewski, Rafał Głowacki, Paweł Kubalczyk, Determination of nikethamide by micellar electrokinetic chromatography, Biomed. Chromatogr., 33 (2019) e4571.
- Robert Zakrzewski, Paweł Urbaniak, Arek Nowicki, Waldemar Tejchman, Chromatographic and Computational Studies of Molecular Lipophilicity and Drug-likeness for few 2-Thioxo-1,3-Thiazolidin-4-one Derivatives and their Analogs, J. Chromatogr. Sci., 56 (2018) 709-715.
- Monika Skowron, Robert Zakrzewski, Witold Ciesielski, Application of image analysis technique for the determination of thiophanate methyl by thin-layer chromatography, Int. J. Env. Anal. Chem., 98 (2018) 286–294.
- Żaneta Rembisz, Robert Zakrzewski, Monika Skowron, Witold Ciesielski, Image analysis of phenylisothiocyanate derivatised and charge-couple device-detected glyphosate and glufosinate in food samples separated by thin-layer chromatography, International Journal of Environmental Analytical Chemistry, 96 (2016) 320–331.
- Monika Skowron, Robert Zakrzewski, Witold Ciesielski, Application of Thin-Layer Chromatography Image Analysis Technique in Quantitative Determination of Sphingomyelin, Journal of Analytical Chemistry, 71 (2016) 808–813.
- Monika Skowron, Robert Zakrzewski, Witold Ciesielski, Application of Image Analysis Technique for the Determination of Organophosphorus Pesticides by Thin-Layer Chromatography, Journal of Planar Chromatography 29 (2016) 3.